# نبرد کوشو-کاتسونوما
نبرد کوشو-کاتسونوما (به ژاپنی: 甲州勝沼の戦い Kōshū-Katsunuma no tatakai) یکی از نبردها در طی جنگ بوشین مابین طرفداران امپراتور و شوگون‌سالاری توکوگاوا بود. این نبرد پس از نبرد توبا–فوشیمی در ۲۹ مارس ۱۸۶۸ گاه‌شماری میلادی درگرفت.